# Liga a IV-a Ilfov
Liga a IV-a Ilfov este principala competiție fotbalistică din județul Ilfov, organizată de Asociația Județeană de Fotbal (AJF) Ilfov, situată în al patrulea eșalon al sistemului de ligi al fotbalului românesc.
Competiția este disputată de un număr variabil de echipe, în funcție de numărul echipelor retrogradate din Liga a III-a, al celor promovate din Liga a V-a Ilfov, precum și al echipelor care se retrag sau se înscriu în competiție. Campioana poate sau nu să promoveze în Liga a III-a, în funcție de rezultatul barajului de promovare disputat împotriva campioanei dintr-o serie județeană vecină.

## Istoric
În 1968, în urma noii reorganizări administrative și teritoriale a țării, fiecare județ a înființat propriul campionat de fotbal, integrând echipele din fostele campionate regionale, precum și echipele care evoluau anterior în competițiile orășenești și raionale. Proaspăt înființatul Campionat Județean Ilfov a fost pus sub autoritatea nou-înființatului Consiliu Județean pentru Educație Fizică și Sport (CJEFS) Ilfov.
În 1981, județul Ilfov a fost desființat, iar teritoriul său a fost împărțit între județele Giurgiu, Dâmbovița, Ialomița și Călărași, în timp ce zona periurbană a fost organizată administrativ ca Sectorul Agricol Ilfov (SAI), subordonat Municipiului București. Cu toate acestea, campionatul de fotbal a continuat sub organizarea Comisiei de Fotbal a SAI până la sfârșitul sezonului 1991–92, după care echipele din Sectorul Agricol Ilfov au fost integrate în competițiile Municipiului București. 
În 1997, odată cu reînființarea județului Ilfov, competiția a fost reluată sub denumirea Divizia D, organizată de Asociația Județeană de Fotbal Ilfov (AJF), și a fost redenumită Liga a IV-a în 2006.

## Lista campioanelor
| Ed.                            | Sezon                | Campioană                 |
| Campionatul Județean           | Campionatul Județean | Campionatul Județean      |
| ------------------------------ | -------------------- | ------------------------- |
| 1                              | 1968–69              | ICAB Arcuda               |
| 2                              | 1969–70              | ITA București             |
| 3                              | 1970–71              | Aurora Urziceni           |
| 4                              | 1971–72              | Sportul Ciorogârla        |
| 5                              | 1972–73              | Argeșul Mihăilești        |
| 6                              | 1973–74              | Avântul ICFT Urziceni     |
| 7                              | 1974–75              | Avântul ICFT Urziceni     |
| 8                              | 1975–76              | Viitorul Chirnogi         |
| 9                              | 1976–77              | Unirea Gârbovi            |
| 10                             | 1977–78              | Unirea Bolintin-Vale      |
| 11                             | 1978–79              | Viitorul Chirnogi         |
| 12                             | 1979–80              | Petrolul Roata de Jos     |
| 13                             | 1980–81              | Fulgerul Cernica          |
| Campionatul Sectorului Agricol |                      |                           |
| 14                             | 1981–82              | Metalul Periș             |
| 15                             | 1982–83              | IUPS Chitila              |
| 16                             | 1983–84              | Metalul Periș             |
| 17                             | 1984–85              | Unirea Tricolor Balotești |
| 18                             | 1985–86              | IAB Pantelimon            |
| 19                             | 1986–87              | IAB Pantelimon            |
| 20                             | 1987–88              | IAB Pantelimon            |
| 21                             | 1988–89              | AS Chiajna                |
| 22                             | 1989–90              | IAB Pantelimon            |

| Ed.         | Sezon   | Campioană                 |
| ----------- | ------- | ------------------------- |
| 23          | 1990–91 | Șoimii IEM Otopeni        |
| 24          | 1991–92 | Inter Ciorogârla          |
| –           | 1992–93 | Nedisputat                |
| –           | 1993–94 | Nedisputat                |
| –           | 1994–95 | Nedisputat                |
| –           | 1995–96 | Nedisputat                |
| –           | 1996–97 | Nedisputat                |
| Divizia D   |         |                           |
| 25          | 1997–98 | Fulgerul Bragadiru        |
| 26          | 1998–99 | Turistul Pantelimon       |
| 27          | 1999–00 | Spicul Afumați            |
| 28          | 2000–01 | Viscofil Popești-Leordeni |
| 29          | 2001–02 | Sportul Ciorogârla        |
| 30          | 2002–03 | AS Mogoșoaia              |
| 31          | 2003–04 | Mobexpert Ștefănești      |
| 32          | 2004–05 | FC 1 Decembrie            |
| 33          | 2005–06 | Dodu Berceni              |
| Liga a IV-a |         |                           |
| 34          | 2006–07 | Viscofil Popești-Leordeni |
| 35          | 2007–08 | CS Corbeanca              |
| 36          | 2008–09 | Viscofil Popești-Leordeni |
| 37          | 2009–10 | CS Afumați                |
| 38          | 2010–11 | FC Ștefănești             |
| 39          | 2011–12 | Progresul Cernica         |

| Ed. | Sezon   | Campioană           |
| --- | ------- | ------------------- |
| 40  | 2012–13 | CS Corbeanca        |
| 41  | 2013–14 | Voința Snagov       |
| 42  | 2014–15 | FC Voluntari II     |
| 43  | 2015–16 | Voința Crevedia     |
| 44  | 2016–17 | Voința Crevedia     |
| 45  | 2017–18 | CSO Bragadiru       |
| 46  | 2018–19 | Viitorul Pantelimon |
| 47  | 2019–20 | Viitorul Domnești   |
| 48  | 2020–21 | Viitorul Domnești   |
| 49  | 2021–22 | CS Glina            |
| 50  | 2022–23 | LPS HD Clinceni     |
| 51  | 2023–24 | CSL Ștefănești      |
| 52  | 2024–25 | Progresul Mogoșoaia |